# Barbara Wootton
Barbara Wootton, Baroness Wootton of Abinger, född 1897, död 1988, var en brittisk politiker. 
Hon var Ledamot av överhuset 1958-1988. Hon var en av de tre kvinnor som blev medlemmar av det brittiska överhuset under år 1958, och de blev därmed de första kvinnorna där.